# کورونیس
کورونیس (به یونانی: Κορωνίς) در اسطوره‌های یونان، دختر فگوالس است.
یکی از معشوقه‌های آپولون بود اما زمانی که آسکلیپوس را باردار بود به آپولون خیانت کرد و با ایسخوس ازدواج کرد. آرتمیس به خواهش آپولون جان او را گرفت اما بچه‌اش را نجات داد و به خیرون سپرد.